# 渡名喜村
渡名喜村（日语：／ Tonaki son */?，琉球語：／ ）為日本沖繩縣島尻郡的村，也是沖繩縣最小以及日本第二小的自治市。村內保留著許多沖繩本島的傳統赤瓦建築，因此整個村莊已被指定為重要傳統建築群保存地區。這些房屋具有渡名喜島特有的特徵荒屋敷，將圍牆周圍的場地挖掉，並將屋頂抬高到與道路幾乎相同的高度以防止風。
由於混凝土房屋的重建和當地人口的減少，廢棄的房屋數量不斷增加。因此渡名喜村正透過制定法令保護村莊內的景觀。

## 地理

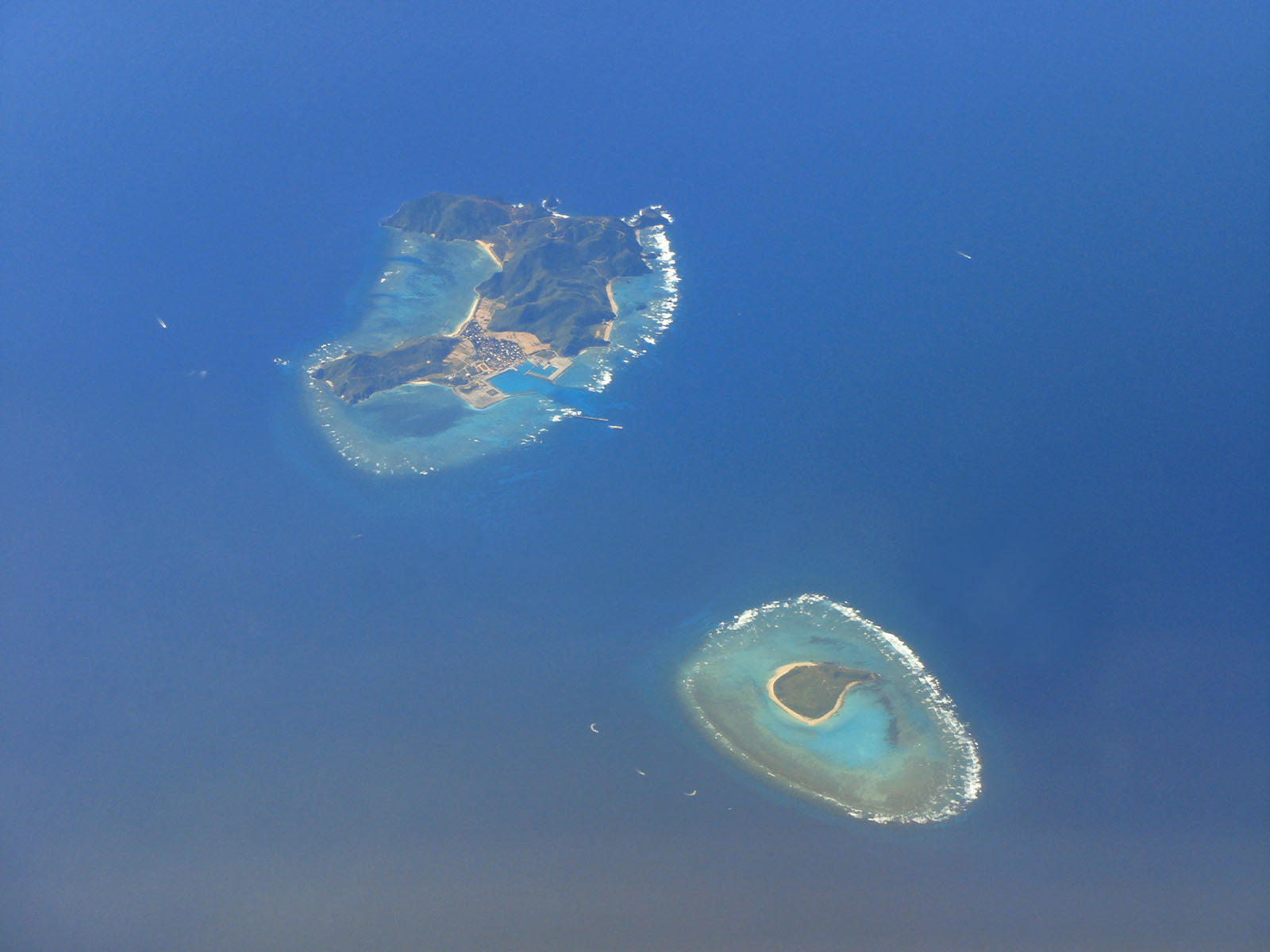
渡名喜島（左）與入砂島（右）

- 位於琉球列島沖繩群島渡名喜島及入砂島上的行政區劃，位於那霸市西北方約70公里。
- 面積3.74平方公里，為沖繩縣面積最小的市町村。[2]

## 歷史
- 1896年4月1日：實施郡區制，為島尻郡轄下「渡名喜島」之行政區。
- 1908年4月1日：實施島嶼町村制，將原本的渡名喜島改為渡名喜村。

## 交通

### 道路
- 沖繩縣道188號渡名喜港線（總長度25公尺，為琉球縣內縣道及國道中最短的。）

### 港口
- 渡名喜港

## 教育

### 小中學校
- 渡名喜村立渡名喜小中學校 （页面存档备份，存于）

## 外部連結
- （日語） 渡名喜島的Facebook專頁
- OpenStreetMap上有關渡名喜村的地理